# إثميا منفتقة
إثميا منفتقة (الاسم العلمي:Ethmia dehiscens) هي نوع من الحشرات تتبع جنس الإثميا من فصيلة الألاشستيات.